# 小行星5629
小行星5629（英語：5629 Kuwana）是一颗围绕太阳公转的小行星。1993年2月20日，T. Hioki、早川修司在奥多摩町发现了此天体。
这颗小行星的绝对星等为284.70129等。